# Jens Kulenkampff
Jens Kulenkampff (* 30. September 1946 in Hamburg) ist ein deutscher Philosoph.

## Leben
Nach der Promotion zum Dr. phil. 1973 an der Ruprecht-Karls-Universität Heidelberg war er von 1984 bis 1996 an der Gesamthochschule Duisburg ordentlicher  Professor. Seit 1996 ist er Professor für Philosophie an der Universität Erlangen.

## Schriften (Auswahl)
- Kants Logik des ästhetischen Urteils. Frankfurt am Main 1978.
- David Hume, Abriß eines neuen Buches: Ein Traktat über die menschliche Natur etc. (1740), Brief eines Edelmannes an seinen Freund (1745). Hamburg 1980.
- mit Thomas Spitzley: Von der Antike bis zur Gegenwart. Erlanger Streifzüge durch die Geschichte der Philosophie. Erlangen 2001, ISBN 3-7896-0659-6.
- David Hume. Eine Untersuchung über den menschlichen Verstand. Berlin 2013.
- David Hume, Gespräche über natürliche Religion. Göttingen 2016.
- "Mit dem Schönen ist es ganz anders bewandt". Eine Auseinandersetzung mit der "Kritik der ästhetischen Urteilskraft". Klostermann, Frankfurt 2022, ISBN 978-3-465-04583-0.